# Pozorovatelna civilní obrany

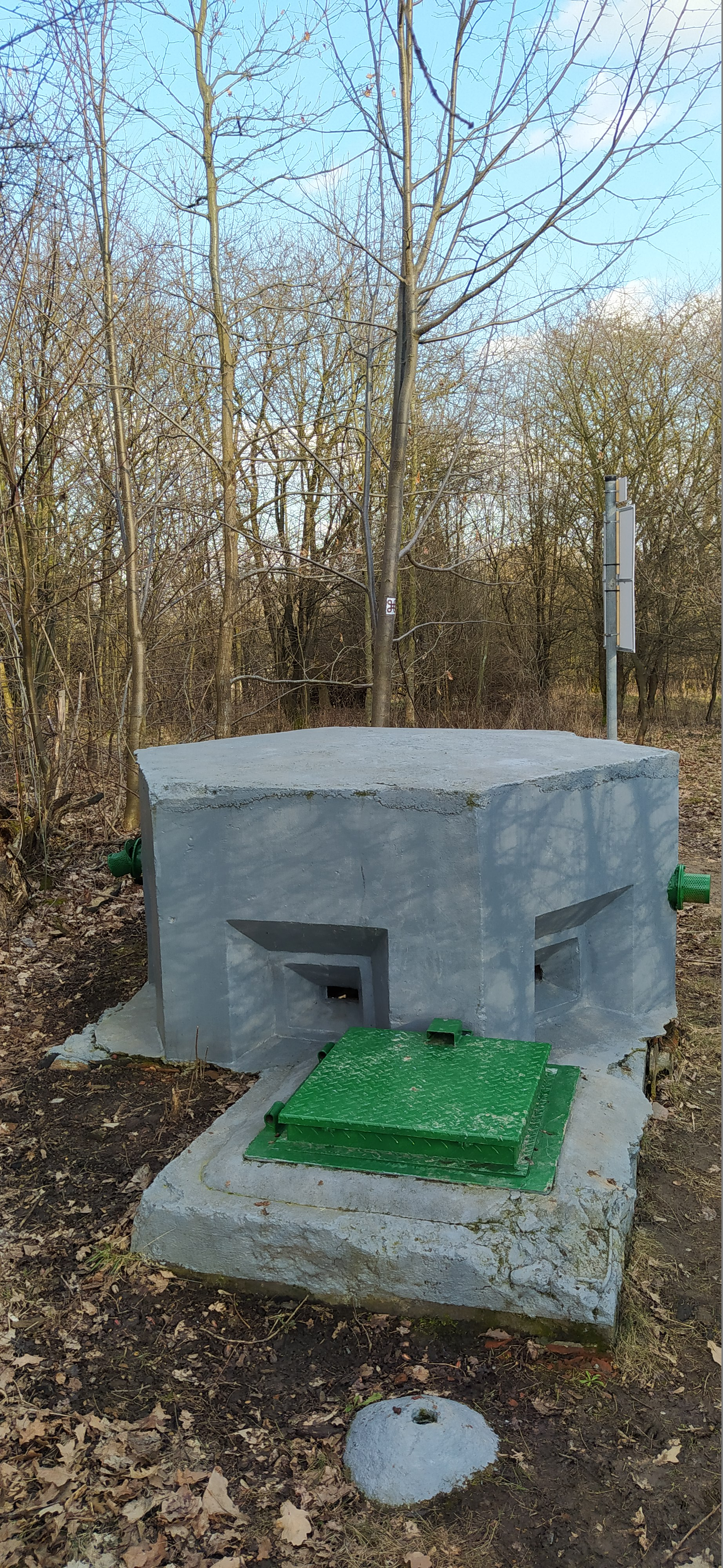
Pozorovatelna civilní obrany v Ostravě na Hladovém vrchu

Pozorovatelna civilní obrany je bývalý bunkr malých rozměrů, vybudovaný v socialistickém Československu v rámci příprav na možnou jadernou válku.

## Historie a popis
V období studené války se hledaly způsoby, jak zapojit civilní sektor do obrany Československa. Jedním z těchto způsobů bylo vybudování civilních pozorovatelen a zřízení neozbrojených jednotek civilní obrany. Více než sto těchto terénních pozorovatelen leží kolem nejdůležitějších českých měst, kterými jsou Plzeň, Příbram, Beroun, Kladno, Praha, Nymburk, Kolín, Mladá Boleslav, České Budějovice, Ústí nad Labem, Děčín, Liberec, Litvínov, Chomutov, Karlovy Vary, Sokolov, Hradec Králové, Pardubice, Náchod, Česká Třebová, Jihlava, Ostrava, Frýdek-Místek, Olomouc, Brno, Blansko, Přerov, Prostějov a Vsetín. Existují také podobné stavby na Slovensku. K masové výstavbě pozorovatelen došlo v 50. letech 20. století.
Pozorovatelna se většinou skládala z hexagonální pozorovatelny a odpočinkové místnosti. Existují však také starší pozozovatelny obdélníkového půdorysu. Pro komunikaci s armádním štábem sloužil telefon nebo radiostanice. Posádky tvořili vycvičení civilisté organizovaní v útvarech civilní obrany, kteří se po vyhlášení „situace ohrožení“ dostavili na pozorovatelnu a sledovali přidělenou oblast. Posádka měla provádět činnosti od meteorologických měření až po vyhodnocování jaderného výbuchu.
V 80. letech 20. století začal význam pozorovatelen civilní obrany upadat a zanikly.

## Pozorovatelny civilní obrany v Česku

### Moravskoslezský kraj

#### Ostrava
- Pozorovatelna civilní obrany Bartovice
- Pozorovatelna civilní obrany Hladový vrch
- Pozorovatelna civilní obrany Koblov
- Pozorovatelna civilní obrany Polanka nad Odrou
- Pozorovatelna civilní obrany Slezská Ostrava

#### Další místa Moravskoslezského kraje
Další pozorovatelny jsou uvedeny v referencích a  .   

### Ostatní kraje Česka
Další místa civilních pozorovatelen jsou uvedeny v referenci.

## Galerie

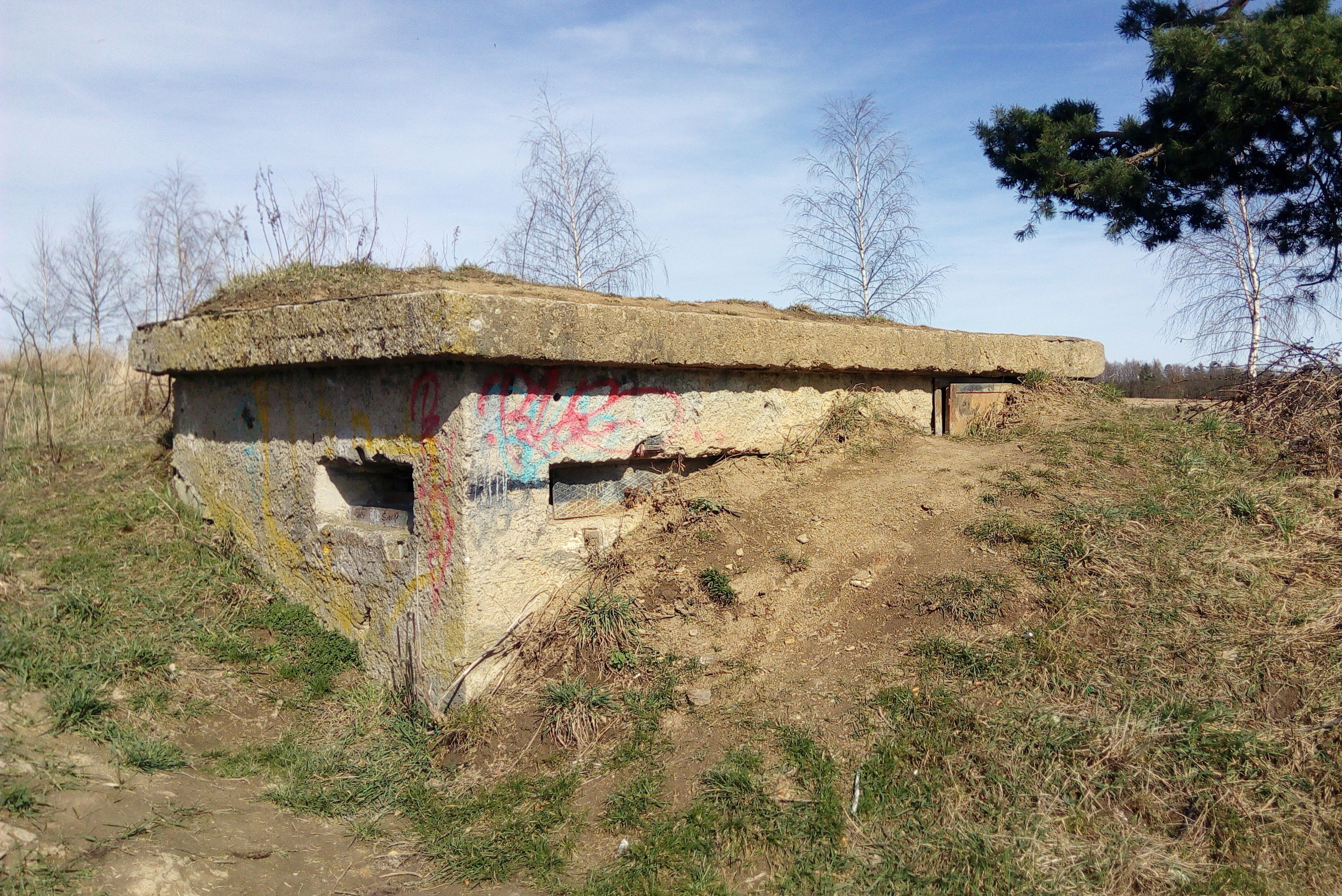
Pozorovatelna civilní obrany v Hosíně
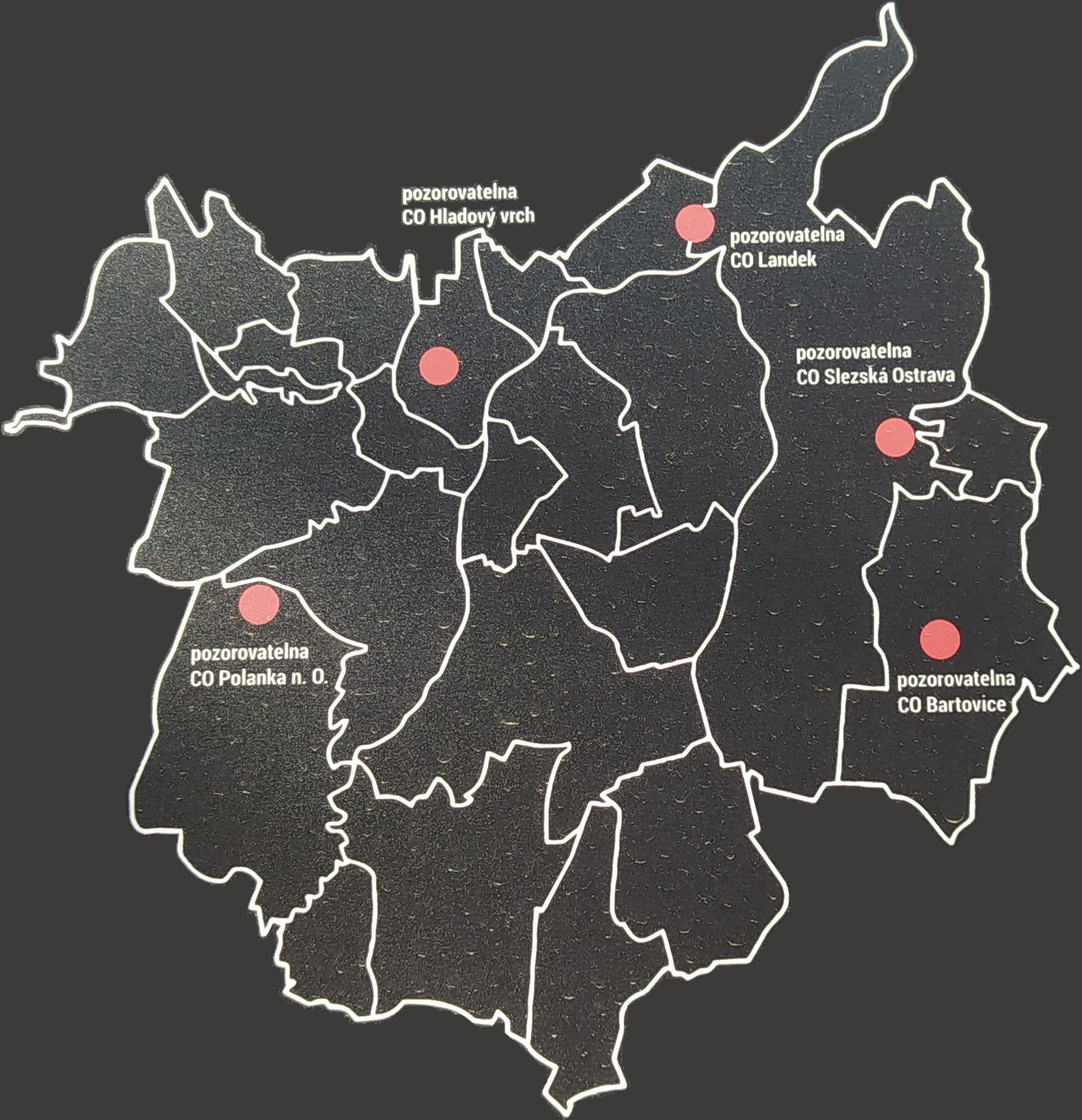
Pozorovatelny civilní obrany v Ostravě
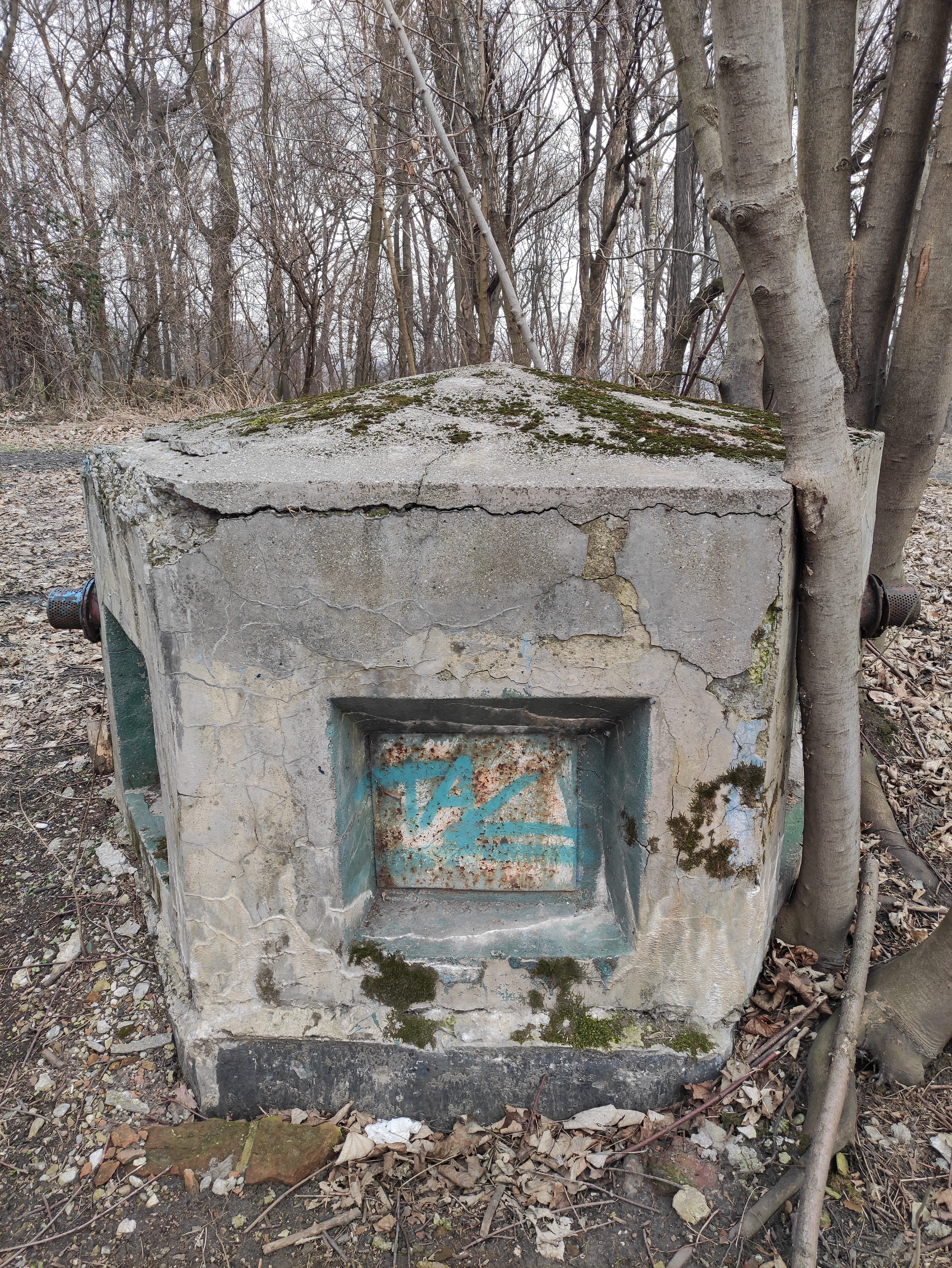
Pozorovatelna civilní obrany Koblov